# John Davis (marinheiro)
John Davis foi um capitão inglês de caça a focas da região do Connecticut, Estados Unidos considerado o primeiro homem a desembarcar na Antárctida em 1821.